# Center of Neurodevelopmental Disorders at Karolinska Institutet
Center of Neurodevelopmental Disorders at Karolinska Institutet (KIND) är ett kompetenscentrum för forskning, utveckling och utbildning om neuropsykiatriska funktionsnedsättningar(npf), som exempelvis autism och adhd. KIND är ett samarbete mellan Karolinska Institutet och Region Stockholm. BUP KIND är den kliniskt behandlande enheten inom KIND. Habilitering och Hälsa i Region Stockholm har sitt forsknings- och utvecklingsarbete inom KIND. 
KIND startade 2010 och har i dag omkring 50 hel- eller deltidsanställda inom KI eller Region Stockholm. Föreståndare för KIND är sedan starten Sven Bölte, professor i barn- och ungdomspsykiatrisk vetenskap. På Karolinska Institutet är KIND placerat vid Institutionen för kvinnors och barns hälsa och utgör enheten för neuropsykiatri. KIND:s forskning har publicerats i vetenskapliga tidskrifter, och forskargruppsledare är Tatja Hirvikoski, Terje Falck-Ytter och Kristiina Tammimies. 
KIND bedriver en omfattande utbildningsverksamhet av yrkesverksamma i olika sektorer i samhället, till exempel skola och vård. KIND har utvecklat en mängd nya metoder för upptäckt, behandling och anpassning för personer med neuropsykiatriska funktionsnedsättningar och deras familjer. Bland projekten finns KONTAKT och SKOLKONTAKT som handlar om social färdighetsträning i grupp. Här finns också projekt Småsyskon, om den tidiga utvecklingen hos barn med autism och ICF Core Sets som är en metod för att underlätta funktionsbedömningen av personer med autism och adhd.